# Piotr Probosz
Piotr Probosz (ur. 13 maja 1956 w Cieszynie) – polski aktor teatralny i filmowy, reżyser.

## Życiorys
Syn Stanisława i Franciszki Proboszów, ma dwóch braci aktorów – Marka i Adama.
Przerwał studia w krakowskiej Państwowej Wyższej Szkole Teatralnej. W 1982 zdał egzamin eksternistyczny dla aktorów teatru i estrady przed Państwową Komisją w Warszawie. Współpracował z kabaretem „Piwnica pod Baranami”. Występował w licznych spektaklach Teatru Adekwatnego w Warszawie. Grał Amigo w musicalu Jonasza Kofty „Kompot”, Bałandaszka w musicalu „They”.
W 1999 odbyła się premiera jego sztuki „Essie i Jerzy” w TR Warszawa. 4 marca 2000 wystąpił na deskach Teatru im. Cypriana Kamila Norwida w Jeleniej Górze we własnym spektaklu pt. Dziecko zwane szczęście, który również wyreżyserował. Był także autorem scenografii i opracowania muzycznego tego przedstawienia.
W Teatrze Telewizji wystąpił w spektaklu „Pyłek w oku” w reż. Jerzego Wójcika, Sceny Faktu Śmierć rotmistrza Pileckiego w reż. Ryszarda Bugajskiego – jako przechodzień (2006).

## Filmografia
- Układ krążenia (serial telewizyjny) (1978) – Jacek Mioduch, chłopak Mroczkównej (odc. 4. Szycha w odstawce)
- Zmory (1978) – Stukło
- Elegia (1979) – żołnierz Dąbrowski
- Lekcja martwego języka (1979) – jeniec Iwan Bodrow
- Misja (serial telewizyjny) (1980) – Willi, syn doktora
- Amnestia (1981) – sprawca pożaru w „Pa-fa-wagu”
- Fik-Mik (1981)
- Przypadki Piotra S. (1981) – Piotr Szczerba
- Jest mi lekko (1982) – Marcin
- Nagi przyszedłem (etiuda szkolna) (1982) – Kain
- Ein Winter auf Mallorca (1982) – Dabrowski
- Him (1983) – David
- Kryminalni (serial telewizyjny) (2006) – Piotrek, mężczyzna podwożący Rossiego (odc. 54. Bez pamięci)
- Plebania (serial telewizyjny) (2011) – bezdomny (odc. 1718–1719)
- Wałęsa. Człowiek z nadziei (2012) – Czesław Mijak